# جيم فلورنتين
جيم فلورنتين (بالإنجليزية: James Florentine)‏ هو راقص ومغني وممثل أمريكي، ولد في 18 أغسطس 1964 في الولايات المتحدة.

## أعمال

### أفلام
- (2015) كارثة

## وصلات خارجية
- الموقع الرسمي
- جيم فلورنتين على موقع IMDb (الإنجليزية)
- جيم فلورنتين على موقع ألو سيني (الفرنسية)
- جيم فلورنتين على موقع ميوزك برينز (الإنجليزية)
- جيم فلورنتين على موقع أول موفي (الإنجليزية)
- جيم فلورنتين على موقع ديسكوغز (الإنجليزية)
- جيم فلورنتين على موقع قاعدة بيانات الفيلم (الإنجليزية)
- جيم فلورنتين على موقع كينوبويسك (الروسية)